# Anax
Wanax (ϝάναξ) e anax (ἄναξ; tema anakt-) indica in greco antico "colui che comanda, dominatore, signore, re".
Il confronto con l'altro termine impiegato dai Greci per indicare il re, basileus (βασιλεύς) fa pensare che anax designasse in origine un'autorità superiore al basileus stesso, una sorta di "re supremo", "re dei re".
Il termine veniva impiegato, soprattutto nell'epica, a proposito di dèi (soprattutto Zeus e Apollo), ma anche in relazione ad alcuni eroi, come per esempio Agamennone, detto ἄναξ ἀνδρῶν "condottiero d'uomini", poiché si trovava a capo della confederazione argiva che fece capitolare la città di Troia.

## Diffusione

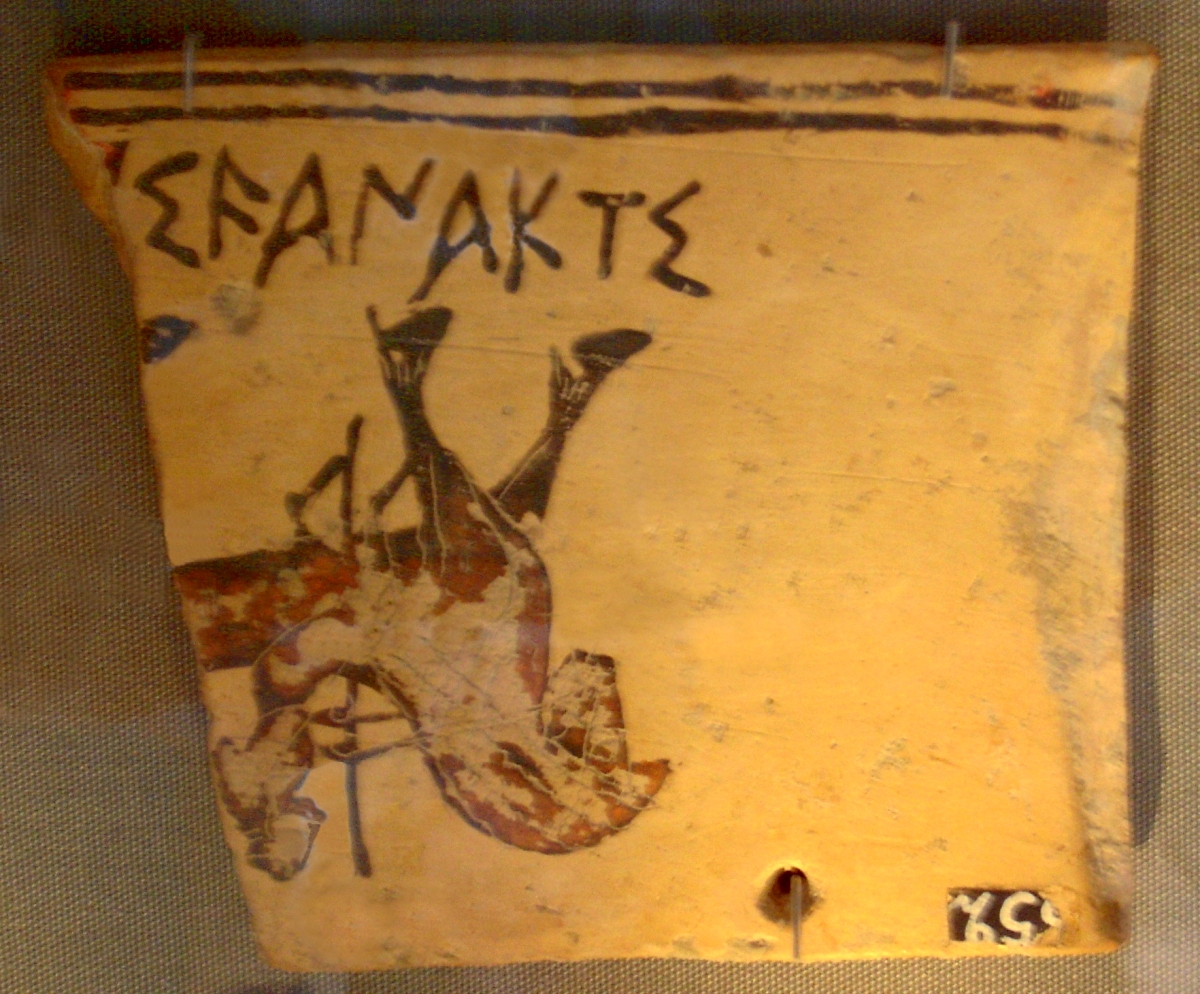
Iscrizione arcaica di "Wanakti" su un frammento di ceramica

Il termine wanax è  presente già in miceneo con la forma wa.na.ka, mentre basileus è attestato come qa.si.re.u, che sembra indicare un funzionario di rango inferiore nella gerarchia reale;  in Omero anax sembra un titolo arcaico usato per gli eroi e gli dèi dei tempi antichi piuttosto che per i sovrani dell'età contemporanea.
Il termine anax è attribuito, in particolare, ad Agamennone e a Priamo, sovrani che esercitavano il loro potere su altri re locali a loro collegati. Questa possibile gerarchia di un anax che esercita il suo comando su altri basileus fa pensare ad una organizzazione politica molto antica risalente probabilmente all'età bronzea della Grecia.
Un termine derivato da anax, anacteron, assunse poi il significato di palazzo e lo stesso termine anax si ritrova come epiteto cerimoniale attribuito al sovrano degli dei, Zeus che proprio come i re dell'Iliade esercita il suo potere sugli altri dei a lui subordinati.

## La teoria di Jean-Pierre Vernant
La figura dell'anax si ritrova nell'opera del filosofo francese Jean-Pierre Vernant: Les Origines de la pensée grecque (Le origini del pensiero greco), pubblicata nel 1962.
Nell'età micenea l'organizzazione sociale faceva riferimento ad una gerarchia al cui vertice era il re come depositario di un potere assoluto esercitato nel palazzo, centro di ricchezza e di potenza militare. Il re, wanax da cui anax, è nello stesso tempo capo politico e supremo sacerdote; egli stabilisce con precisione il tempo dei riti e, sebbene sia assistito da una casta sacerdotale, il suo è in effetti un potere esclusivo e carismatico: solo lui è personalmente in contatto, attraverso riti misteriosi e segreti, con le divinità.
Con l'invasione dorica tutto questo cambia. Al palazzo comincia a sostituirsi la città come centro del potere dove prevalgono nuove forze sociali. Anche la religione risente di questo mutamento. Quelli che erano gli dei, segni efficaci, ora diventano semplicemente delle immagini, e i simboli religiosi tendono a diventare semplici rappresentazioni del sacro. Anche nella vita politica nascono santuari segreti e sorge una burocrazia sacrale che custodisce i talismani da cui dipendono i destini della città. Questo spiega perché accanto alla religione pubblica si affianca quella misterica dove ci si rimpossessa dell'elemento del sacro, ritrovando il contatto mistico con la divinità attraverso il segreto. La funzione religiosa non viene più assegnata dal wanax (anax). Con l'iniziazione ai misteri aperti a tutti si incominciano ad affermare i principi dell'egualitarismo della futura democrazia.
Con i pensatori di Mileto la religione è completamente desacralizzata. Essi tentano una nuova visione scientifica del cosmo che risente però ancora degli influssi religiosi. La nuova cosmologia è ancora figlia della cosmogonia. Gli elementi naturali, l'archè, sostituiscono le divinità ma permane il problema di spiegare come dal caos si sia poi formato l'universo ordinato ed è su questo tema che si affannerà la filosofia seguente.